# 網頁伺服器
网页服务器（英語：Web server）一詞有两個意思：

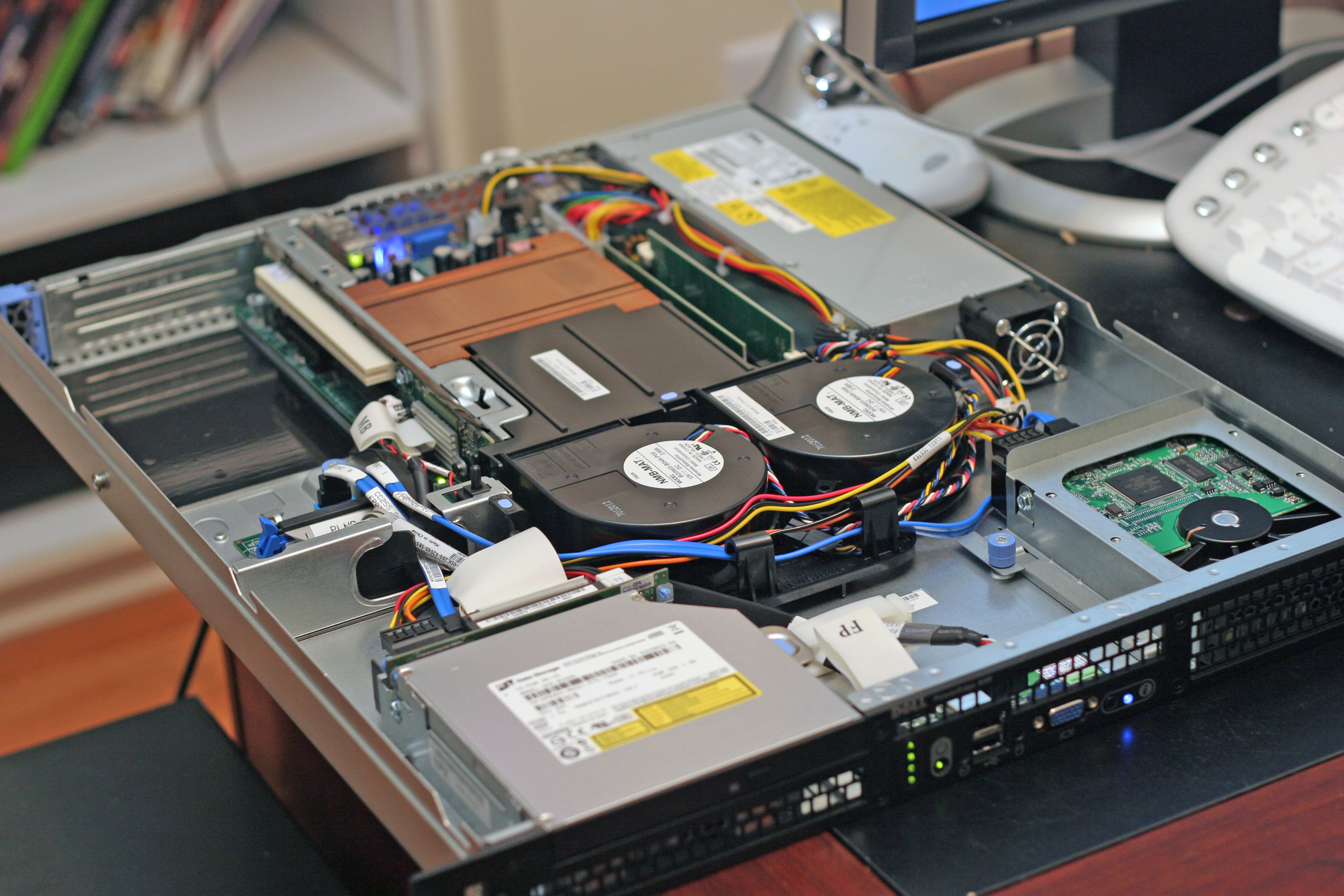
一個戴爾PowerEdge網頁伺服器的內部和前端，被設計用於在機架式電腦。

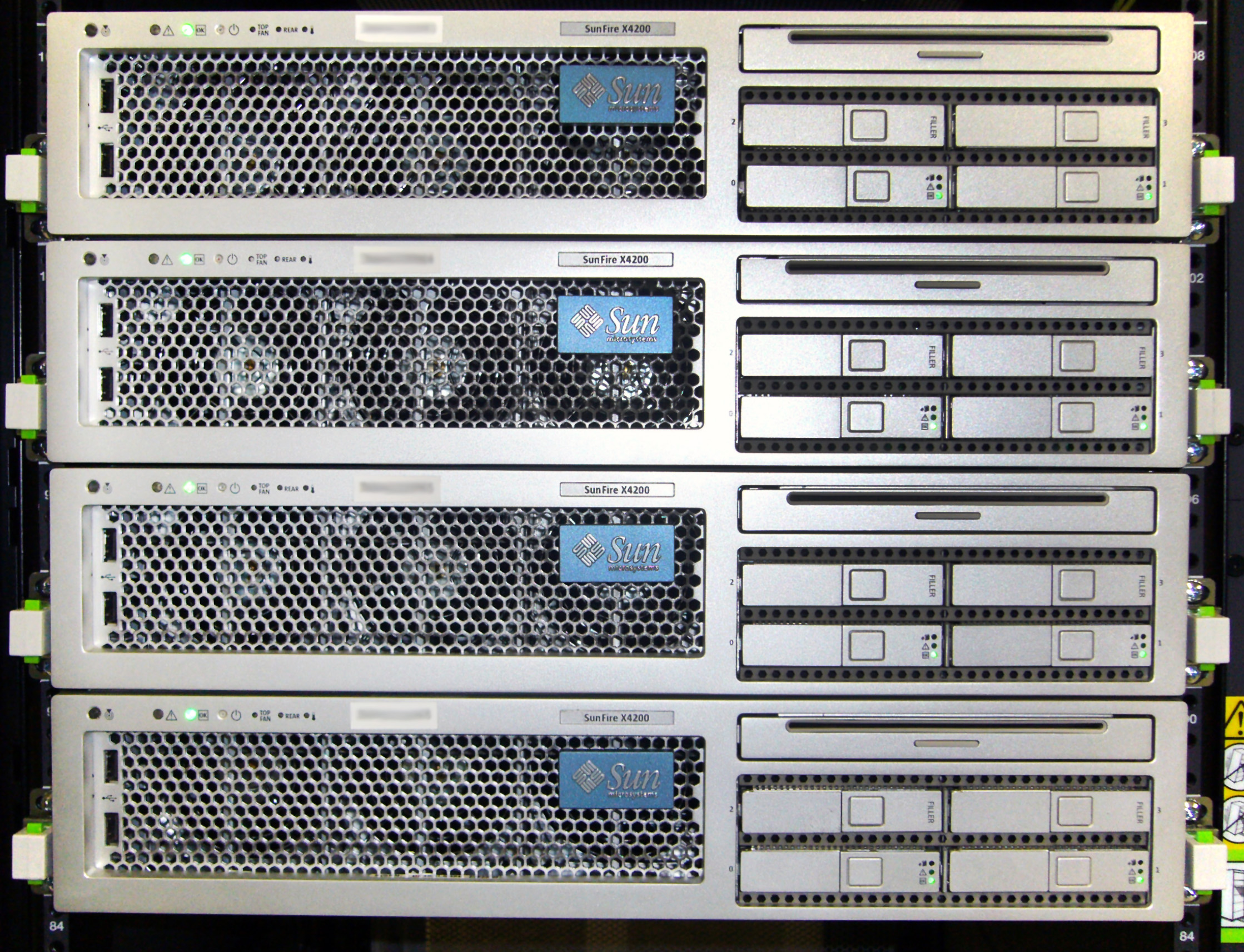
多個網絡伺服器可以用於高流量的網站，此處4個Sun Fire X4200伺服器安裝在一起。

1. 一台負責提供網頁的電腦，主要是各种编程语言构建而成，通过超文本传输协议（英語：HTTP）傳給客戶端（一般是指網頁瀏覽器）。
2. 一個提供網頁的伺服器程式。

每一台網頁伺服器（第1個意思）會執行最少一個網頁伺服器程式（第2個意思）。作为第1个意思，大陆地区称为网站服务器。此外，也通称作Web服务器。

## 常见软件
現在市面上普遍的超文本传输协议伺服器有：

網頁伺服器佔有率

- Apache Software Foundation 的 Apache HTTP Server
- Microsoft Corporation 的 Internet Information Server (IIS)
- Google LLC（Alphabet Inc. 子公司）的 Google Web Server
- NGINX, Inc. （页面存档备份，存于）（已被 F5 Networks, Inc.（英语：F5 Networks） 收购）的 NGINX
  - 淘宝网（隶属于阿里巴巴集团）改良自 NGINX 的 Tengine
- lighttpd
- Cherokee
- Microsoft Corporation 的 FrontPage

## 一般功能
雖然每個網頁伺服器程式有很多不同，但有一些共同的特點：每一個網頁伺服器程式都需要從網絡接受HTTP請求，然後提供HTTP回覆給請求者。HTTP回覆一般包含一個HTML文件，有时也可以包含純文字檔案、圖像或其他類型的文件。
一般來說這些文件都儲存在網頁伺服器的本地檔案系統裡，而URL和本地檔名都有一個階級組織結構，伺服器會簡單的把URL對照到本地檔案系統中。當正確安裝和設置好網頁伺服器軟件，伺服器管理員會從伺服器軟件放置檔案的地方指定一個本地路徑名為根目錄。
例如，在“example.funnycorp.com”伺服器上設置了伺服器軟件，并把伺服器軟件的根目錄設定為“/home/public/web/”，當一個瀏覽者輸入URL “http://example.funnycorp.com/lips/raspberry.html”，“example.funnycorp.com”上的伺服器軟件就會讀取“/home/public/web/lips/raspberry.html”這個檔案。

## 市場佔有率

LAMP（這裡還用 Squid），完全由自由和開放源碼軟件組成的高性能和高可用性重負荷解決方案；適用于滿佈危險的環境，例如互聯網

### 2017年10月
以下是由W3Techs提供的網頁伺服器在網路上的市場佔有率統計數據：
| 產品                 | 供應商                 | 佔有比率 |
| -------------------- | ---------------------- | -------- |
| Apache               | Apache                 | 48.5%    |
| nginx                | NGINX, Inc.            | 35.4%    |
| IIS                  | Microsoft              | 10.8%    |
| LiteSpeed Web Server | LiteSpeed Technologies | 2.9%     |
| GWS                  | Google                 | 1.1%     |

只有不到1%的網站使用其它網頁伺服器。

### 2016年9月
以下是由Netcraft公司提供的網頁伺服器市場佔有率統計數據：
| 產品   | 供應商      | 2016年8月   | 百分比 | 2016年9月   | 百分比 | 變化   |
| ------ | ----------- | ----------- | ------ | ----------- | ------ | ------ |
| Apache | Apache      | 300,028,832 | 26.01% | 316,042,289 | 24.58% | -1.43% |
| IIS    | 微软        | 445,105,755 | 38.58% | 542,498,796 | 42.19% | +3.61% |
| nginx  | NGINX, Inc. | 181,606,297 | 15.74% | 186,529,038 | 14.51% | -1.23% |
| GWS    | 谷歌        | 22,111,431  | 1.92%  | 21,467,729  | 1.67%  | -0.25% |

Apache、IIS和Nginx是互聯網上最常用的Web伺服器。